# 구성초등학교 과곡분교
구성초등학교 과곡분교는 대한민국 경상북도 김천시 구성면 송죽리에 있었던 공립 초등학교이다.

## 학교 연혁
- 1922년 5월 3일 : 과곡공립보통학교 설립인가
- 1938년 4월 1일 : 과곡공립심상소학교로 개칭
- 1941년 4월 1일 : 과곡공립국민학교로 개칭
- 1994년 9월 1일 : 구성국민학교 과곡분교장으로 편입
- 1996년 3월 1일 : 구성초등학교 과곡분교장으로 개칭
- 2009년 3월 1일 : 폐교, 구성초등학교 본교로 병합